# Molophilus ictus
Molophilus ictus är en tvåvingeart som beskrevs av Alexander 1969. Molophilus ictus ingår i släktet Molophilus och familjen småharkrankar. Inga underarter finns listade i Catalogue of Life.